# Kasteel van Lexhy
Het Kasteel van Lexhy (Château de Lexhy) is een kasteel in Lexhy, een gehucht van Horion-Hozémont in de Belgische gemeente Grâce-Hollogne.
Op deze plaats heeft vanaf de 11e eeuw een kasteel gestaan op de plaats, waar nu een vijver is tussen het huidige kasteel en de kasteelboerderij.
Het huidige kasteel is een groot gebouw op rechthoekige plattegrond, dat in 1853 werd gebouwd in neoclassicistische stijl voor Joseph baron de Blanckart (1796-1873), weduwnaar van Marie gravin de Liedekerke-Surlet (1800-1837). Het kasteel wordt gekenmerkt door een centraal vierkant torentje bovenop het dak en een grote imposante voorgevel, die wat betreft vormgeving gekenmerkt wordt door een Griekse sarcofaag en verder door twee levensgrote leeuwen langs de trappen boven de ingangspartij. Het fronton van de sarcofaag bevat de wapenschilden van de families De Blanckart en Von Hövel, naar het echtpaar Charles baron de Blanckart (1836-1897), zoon van Joseph, en diens echtgenote Jeanne Freiin von Hövel (1844-1915). 
Aan beide zijden van het kasteel achterwaarts zijn zgn. koetshuizen met een toren gesitueerd, waartussen op het binnenterrein achter het kasteel een besloten binnenkoer met een rosarium is gecreëerd met een imposante muur met hekwerk. Ditlaatste als afscheiding naar de monumentale boerderij en de oorspronkelijke middeleeuwse Romaanse kasteelkapel.
Het geheel wordt omringd door een 7 ha grote parkaanleg binnen een 47 ha groot landgoed met -in het parkdeel en als een karakteristieke bomenlaan- een groot aantal zeer oude monumentale bomen, en waar zich tevens de (veel oudere) Kapel van Lexhy en de Kasteelboerderij van Lexhy bevinden.
Na een 12 jaar durende restauratie werden in het kasteel en de bijbehorende koetshuizen als een domein-ensemble een twintigtal woonappartementen van diverse maatvoering en 4 grondgebonden koetshuiswoningen ondergebracht. Het omliggende landgoed is is in gezamenlijk eigendom en beheer van de wooneenheden op het domein via de parkvereniging "Parc de Lexhy". Het kasteel is een mede-eigendom van de appartementshouders.